# Coelichneumon falsificus
Coelichneumon falsificus är en stekelart som först beskrevs av Wesmael 1845.  Coelichneumon falsificus ingår i släktet Coelichneumon och familjen brokparasitsteklar. Arten är reproducerande i Sverige. Utöver nominatformen finns också underarten C. f. alni.